# SV Zulte Waregem in het seizoen 2006/07
Dit is de spelerskern van SV Zulte Waregem ten tijde van de winterstop 2006-07 tot het einde van dat seizoen.

## Keepers
- 1. Pieter Merlier
- 21. Geert De Vlieger
- 25. Sammy Bossut

## Verdedigers
- 2. Stijn Minne
- 4. Stefan Leleu
- 5. Loris Reina
- 12. Tjörven De Brul
- 13. Bart Buysse
- 22. Frédéric Dindeleux
- 24. Karel D'Haene

## Middenvelders
- 6. Ludwin Van Nieuwenhuyze
- 8. Tony Sergeant
- 9. Matthieu Verschuere
- 10. Stijn Meert
- 15. Nathan D'Haemers
- 16. Wouter Vandendriessche
- 17. Lander Van Steenbrugghe
- 19. Jonas Vandermarliere

## Aanvallers
- 7. Tim Matthys
- 18. Tosin Dosunmu
- 20. Sébastien Siani

## Technische staf
- Francky Dury (hoofdtrainer)
- Eddy Van Den Berghe (assistent-trainer)
- Rik Vande Velde (assistent-trainer)
- Yves Vermote (keeperstrainer)